# Cruz Bay
Cruz Bay, U.S. Virgin Islands, ist Hauptort der Insel Saint John, Amerikanische Jungferninseln. Der Ort befindet sich im Westen der Insel.
Die Einwohnerzahl beträgt etwa 2650 (Stand 2020).
Die Altstadt (Cruz Bay Town Historic District) wurde 2016 in das National Register of Historic Places in den Amerikanischen Jungferninseln aufgenommen.

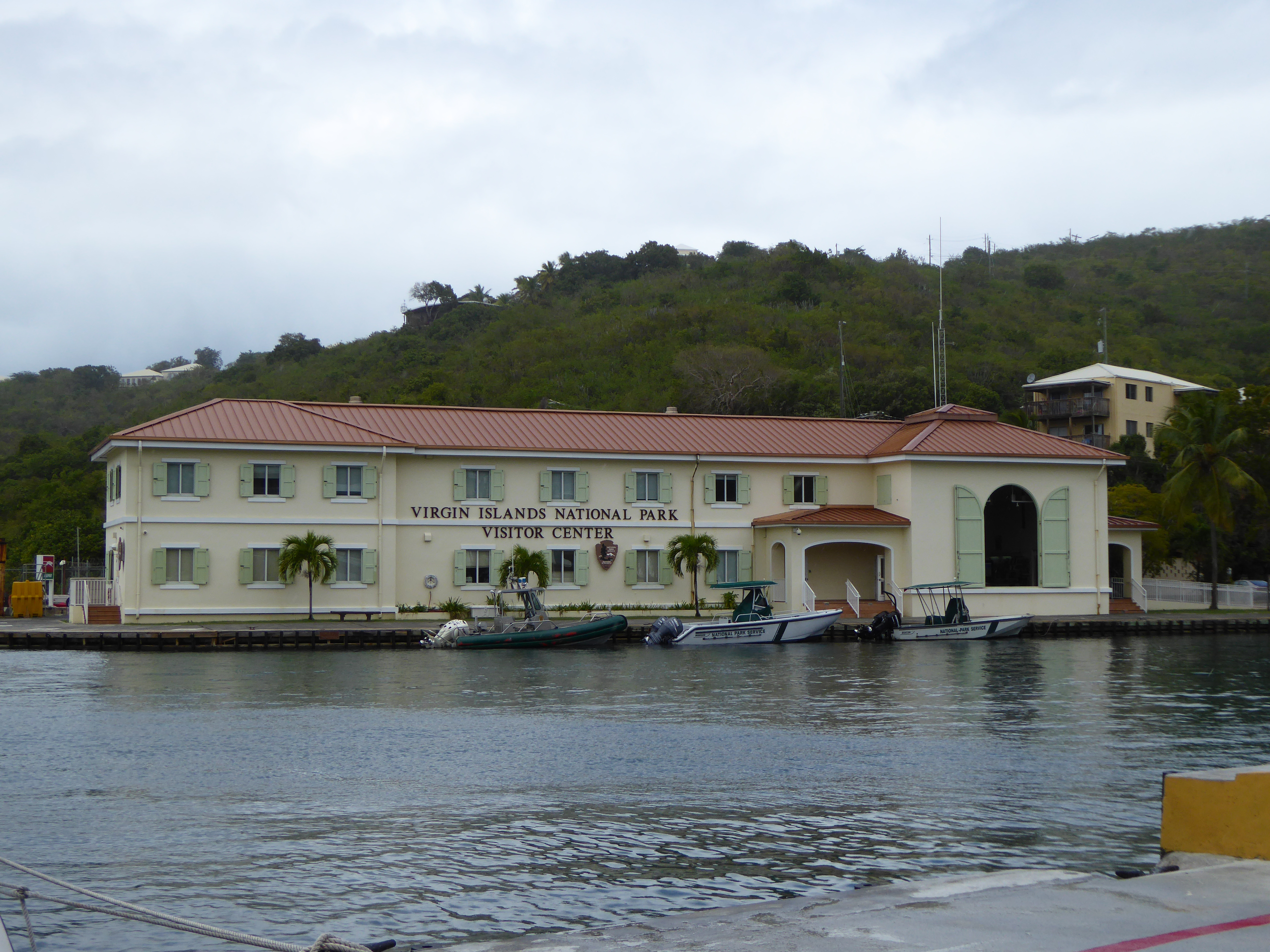
Gebäude des National Park Service für den Virgin-Islands-Nationalparks

Am Hafen, der hauptsächliche Fährhafen der Insel, befindet sich das Verwaltungsgebäude und Informationszentrum des National Park Service für den Virgin-Islands-Nationalpark sowie das Einkaufszentrum Mongoose Junction.